# Ricardo Pepe
Ricardo Pepe (1896) è stato un calciatore argentino, di ruolo centrocampista.

## Caratteristiche tecniche
Giocava come mediano destro o sinistro.

## Palmarès

### Club

#### Competizioni nazionali
- Copa Campeonato: 6

Racing Club: 1913, 1914, 1915, 1916, 1917, 1918
- Copa de Honor Cousenier: 1

Racing Club: 1913
- Copa Ibarguren: 5

Racing Club: 1913, 1914, 1916, 1917, 1918
- Copa de Honor Municipalidad de Buenos Aires: 3

Racing Club: 1913, 1915, 1917
- Primera División (AAm): 1

Racing Club: 1919

#### Competizioni internazionali
- Copa Ricardo Aldao: 2

Racing Club: 1917, 1918